# 赤古里
赤古里裙（韓語：저고리、韓語發音：[t͡ɕʌ̹ɡo̞ɾi]）是一种韩国的传统服饰，为韩服的上衣形制之一，男女皆宜着装。
“赤古里”一词的词源来自蒙古语，而其他名称包括襦（韓語：유），複杉（韓語：복삼），尉解（韓語：위해）等等。